# Soro (Odisha)
Soro es una ciudad y  comité de área notificada situada en el distrito de Balasore en el estado de Odisha (India). Su población es de 32531 habitantes (2011). Se encuentra a 35 km de Balasore, y a 181 km de Bhubaneswar.

## Demografía
Según el censo de 2011 la población de Soro era de 32531 habitantes, de los cuales 16628 eran hombres y 15903 eran mujeres. Soro tiene una tasa media de alfabetización del 84,57%, superior a la media estatal del 72,87%: la alfabetización masculina es del 89,69%, y la alfabetización femenina del 79,25%.